# Fame (film, 2009)
Pour les articles homonymes, voir Fame.
Pour plus de détails, voir Fiche technique et Distribution.
Fame ou La fièvre des planches au Québec est une comédie musicale américaine réalisée par Kevin Tancharoen sortie le 25 septembre 2009 aux États-Unis et le 7 octobre 2009 en France. Il s'agit d'un remake de Fame d'Alan Parker.

## Synopsis
Dans la très prestigieuse école High School of Performing Arts de New York, de jeunes danseurs, chanteurs et comédiens s'affrontent quatre ans, durant tous les challenges d'un environnement ultra compétitif. Chacun se voit offrir la chance d'accomplir son rêve... à condition d'être doué, de faire preuve d'un engagement absolu et de travailler sans jamais faiblir. Parallèlement aux exigences de l'apprentissage, chacun doit affronter ses doutes, et vivre tout ce qui fait la vie à cet âge : les amitiés, les premières amours et la découverte de ses propres limites. Alors que chacun lutte pour atteindre la lumière des projecteurs, tous vont découvrir qui, parmi eux, a suffisamment de talent et de discipline pour connaître vraiment la gloire...

## Fiche technique
- Titre anglais et français : Fame
- Titre québécois : La fièvre des planches
- Réalisation : Kevin Tancharoen
- Scénario : Aline Brosh McKenna, Allison Burnett
- Photographie : Scott Kevan
- Musique : Mark Isham
- Montage : Myron Kerstein (en)
- Sociétés de production : Metro-Goldwyn-Mayer, United Artists, Lakeshore Entertainment
- Sociétés de distribution : MGM Distribution Co. (États-Unis), Metropolitan Filmexport (France)
- Pays de production :  États-Unis
- Langue originale : anglais
- Format : couleur - 35 mm - 1,85:1 - son Dolby Digital, DTS, SDDS
- Genre : Film musical
- Durée : 107 minutes
- Budget : 18 000 000$
- Dates de sortie : 
  - États-Unis : 25 septembre 2009
  - France : 7 octobre 2009

## Distribution
- Kay Panabaker (VQ : Claudia-Laurie Corbeil) : Jenny Garrison
- Naturi Naughton (VQ : Pascale Montreuil) : Denise Dupree
- Anna Maria Perez de Tagle (VQ : Kim Jalabert)[1] : Joy
- Kherington Payne (VQ : Aurélie Morgane) : Alice Ellerton
- Megan Mullally (VF : Brigitte Aubry ; VQ : Mélanie Laberge) : Fran Rowan
- Bebe Neuwirth (VQ : Isabelle Miquelon) : Lynn Kraft
- Debbie Allen (VQ : Chantal Baril) : le proviseur Angela Simms
- Christopher von Uckermann (VF : Yoann Sover ; VQ : Nicolas Bacon) : Marco
- Cody Longo (VF : Damien Ferrette ; VQ : Alexandre Fortin) : Andy Matthews
- Walter Perez (VF : Alexis Tomassian ; VQ : Éric Bruneau) : Victor Taveras
- Charles S. Dutton (VF : Saïd Amadis ; VQ : Benoît Rousseau) : James Dowd
- Kelsey Grammer (VF : Hervé Bellon ; VQ : Guy Nadon) : Martin Cranston
- Collins Pennie (VF : Diouc Koma ; VQ : Frédéric Pierre) : Malik Washburn
- Paul McGill : Kevin Barrett
- Paul Iacono (VF : Donald Reignoux ; VQ : Xavier Dolan) : Neil Baczynsky
- Kristy Flores (VF : Margaux Laplace) : Rosie Martinez
- Julius Tennon : le père de Denise
- April Grace : la mère de Denise
- Michael Hyatt : la mère de Malik
- Laura Johnson : la mère d'Alice
- James Read : le père d'Alice
- Ryan Surratt : Eddie
- Howard Gutman : le père de Neil

## Réception critique
Variety décrit ce remake comme une « occasion manquée ». Newsweek, qui évoque « la douceur et le charme » du film original, tout comme Time Magazine, sont plus satisfaits.